# Jan Majewski
Jan Majewski (* 27. November 1973) ist ein ehemaliger deutscher Fußballspieler.

## Spielerkarriere
Jan Majewski stammt aus dem Siegerland und spielte in der Jugend für den SV Langenau 08, Sportfreunde Siegen und den FC Hilchenbach.
Ab 1996 spielte Jan Majewski für den VfL Bochum. Hauptsächlich für die Amateure des Vereins spielend, wurde er in den Spielzeiten 1998/99 und 1999/00 jeweils einmal eingewechselt, sodass er in seiner Karriere auf je einen Einsatz in der Bundesliga und 2. Bundesliga kam. Nachdem er 1999/00 in der Regionalliga West/Südwest 13 Tore für Bochums Amateure geschossen hatte, seine Mannschaft sich aber mit einem 15. Platz nicht für die zweigleisige Regionalliga qualifizierte, wechselte er zum SC Verl in die Regionalliga Nord. Hier gelangen ihm drei Tore in 19 Spielen, kein Spiel absolvierte er jedoch über die vollen 90 Minuten, 16-mal wurde er eingewechselt. So ging er bereits ein Jahr später zum SV Wilhelmshaven in die Oberliga Nord und nach einem weiteren Jahr zum VfB Oldenburg. Von 2005 bis Juli 2011 spielte er beim SV Tungeln auf Kreisebene. Danach war er dort bis 2013 als Spielertrainer aktiv.

## Statistik
| Liga          | Spiele (Tore) |
| ------------- | ------------- |
| Bundesliga    | 01 0(0)       |
| 2. Bundesliga | 01 0(0)       |
| Regionalliga  | 48 (16)       |